# Hemidactylus kamdemtohami
Espèce
Hemidactylus kamdemtohami est une espèce de geckos de la famille des Gekkonidae.

## Répartition
Cette espèce se rencontre au Gabon, en Guinée équatoriale et au Cameroun.

## Étymologie
Cette espèce est nommée en l'honneur d'André Kamdem-Toham.

## Publication originale
- Bauer & Pauwels, 2002 : A new forest-dwelling Hemidactylus (Squamata: Gekkonidae) from Gabon, West Africa. African Journal of Herpetology, vol. 51, n. 1, p. 1-8.